# آبشار توین (ایداهو)
آبشار توین (ایداهو) (به انگلیسی: Twin Falls (Idaho)) آبشاری است که در East of Twin Falls and Shoshone Falls واقع شده و ارتفاع کلی ریزشگاه آن ۲۰۰ فوت (۶۱ متر) است.

## فهرست آبشارها برپایه سرعت جریان
- فهرست آبشارها برپایه ارتفاع
- فهرست آبشارها برپایه گونه